# IBM PS/Note
IBM PS/Note — серія ноутбуків, випущена компанією IBM 1992 року. Як і сучасні ноутбуки, вони мали керування живленням і здатність працювати від батарей.

## Опис
PS/Note виготовлялися в різних варіантах в період 1992⁣–⁣1993 років. Деякі моделі мали архітектуру шини AT, інші були оснащені мікроканальною архітектурою (MCA).
Зовні вони мали деякі особливості, які формувалися майже паралельно з серією ThinkPad, але досі не мали трекпоінта. Після відходу Боба Лоутена з IBM у команди IBM було мало напрямків розвитку після IBM PS/2 L40 SX. Джеймс Каннавіно наполягав на випуску нової серії ноутбуків, яка відстала від графіка.  N45 SL, N51 SX і N51 SLC були оголошені в той же день, що й IBM PS/2 (кольоровий ноутбук) CL57 SX. Серію цих комп’ютерів називали саме ноутбуками, а не лептопами (у цей час між ними існувала різниця: перші мали розмір А4, а другі – більші).
Ноутбуки були створені за моделлю PS/55 Note, яка була випущена IBM в Японії у квітні 1991 року.

## Моделі серії

### Модель 2141 182
| Процесор                 | Intel 80386SL @ 16/25 МГц                                            |
| Шина                     | - Архітектура AT - 100 МГц FSB                                       |
| Пам'ять                  | 2 Мб PS/2 SIMM з ECC (розширюється до 10 Мб)                         |
| Запам'ятовуючий пристрій | Жорсткий диск 75/85 Мб Дисковод для дискет 3,5" 1.44 Мб              |
| Дисплей                  | Монохромний 64 відтінки сірого                                       |
| Особливості              | Напруга живлення 15 В                                                |
| Порти                    | - Послідовний порт - Паралельний порт - VGA - PS/2 (миша/клавіатура) |

### Модель 2141 E82
Продавалася з листопада 1992 року лише в Канаді.
| Процесор                 | Intel 80386SL @ 25 МГц                              |
| Пам'ять                  | 2 Мб PS/2 SIMM з ECC (розширюється до 10 Мб)        |
| Запам'ятовуючий пристрій | Жорсткий диск 85 Мб                                 |
| Відеокарта               | VGA Cirrus Logic CL-GD6410                          |
| Дисплей                  | Монохромний 640x480 РК 10" 64 відтінки сірого       |
| Розширення               | 2400 (Data -)/4800/9600 б/с факс-модем (внутрішній) |

### Модель 2141 N82
Модель 2141 N82 відрізняється від 182 наступними параметрами:
| Процесор                 | Intel 80386SX @ 25 МГц          |
| Шина                     | MCA (мікроканальна архітектура) |
| Запам'ятовуючий пристрій | Жорсткий диск 80 Мб             |
| Розширення               | Модем (внутрішній)              |

### Модель N45SL
IBM PS/Note N45SL був представлений в березні 1992 року одночасно з моделями IBM PS/2 N51SX, N51SLC і CL57SX.
Він виготовлявся компанією Zenith Data Systems і розповсюджувався з липня 1992 року.
| Процесор                 | Intel 80386SL @ 25 МГц                           |
| Пам'ять                  | 2 Мб (розширюється до 8 Мб)                      |
| Шина                     | Архітектура AT                                   |
| Запам'ятовуючий пристрій | Жорсткий диск 80/120 Мб Дисковод для дискет 3,5" |
| Дисплей                  | VGA 640x480 10" РК-дисплей                       |
| Вага                     | 3,13 кг                                          |

### Модель 2618 C45
| Процесор                 | Intel 80486SL @ 25 МГц       |
| Пам'ять                  | 4 Мб (розширюється до 20 Мб) |
| Запам'ятовуючий пристрій | Жорсткий диск 125 Мб         |
| Дисплей                  | Кольоровий 9.2" VGA          |

### Модель 2618 M40
| Процесор                 | Intel 80486SL @ 25 МГц                       |
| Пам'ять                  | 4 Мб (розширюється до 20 Мб)                 |
| Запам'ятовуючий пристрій | Жорсткий диск 125 МБ (M40, M41)/252 МБ (M42) |
| Дисплей                  | Кольоровий 640x480 9.5" VGA                  |

### Модель 425/425C (2618 E35)
Аналог ноутбука IBM ThinkPad 350/350C.
| Процесор                 | Intel 80486SL @ 25 МГц                                                                            |
| Пам'ять                  | 4 Мб SIMM (розширюється до 20 Мб)                                                                 |
| Запам'ятовуючий пристрій | Жорсткий диск 125/250 Мб Дисковод для дискет 3,5"                                                 |
| Графіка                  | Chips & Tecnologies 65530, 16 біт                                                                 |
| Дисплей                  | Монохромний 9,5" STN монохромний 64 відтінки сірого (425) Кольоровий 9.2" STN 256 кольорів (425C) |
| Порти                    | - Послідовний порт - Паралельний порт - VGA - Модем                                               |
| Розміри                  | 297x210x48 мм (425) 297x210x50 мм (425С)                                                          |
| Вага                     | 2,4 кг (425) 2,6 кг (425С)                                                                        |